# Ostrog kloster
Ostrog kloster (serbisk kyrilliska: Манастир Острог; latinska: Manastir Ostrog) är ett serbisk-ortodoxt kloster beläget i kommunen Danilovgrad i centrala Montenegro. 
Klostret är helgat åt helgonet Sankt Basileios av Ostrog och är ett av de mest besökta klostren på Balkanhalvön.[källa behövs]

## Historik
Det övre klostret, som ligger 900 meter över havet högt uppe och tätt intill berget på klippan Ostroška Greda, grundades av ärkebiskop Vasilije på 1600-talet.
Det har två små klippkyrkor varav den ena hyser den helige Basilius reliker. Byggnaden återuppbyggdes 1923-1926 efter en brand.
Under andra världskriget träffades den av en bomb, som dock inte exploderade men bevaras som ett bevis på Sankt Basilius helighet.
Nedre klostret, som byggdes år 1824, består av en kyrka helgad åt den heliga Treenigheten samt munkarnas celler och rum för pilgrimer, som enligt traditionen vandrar barfota dit.

## Bilder

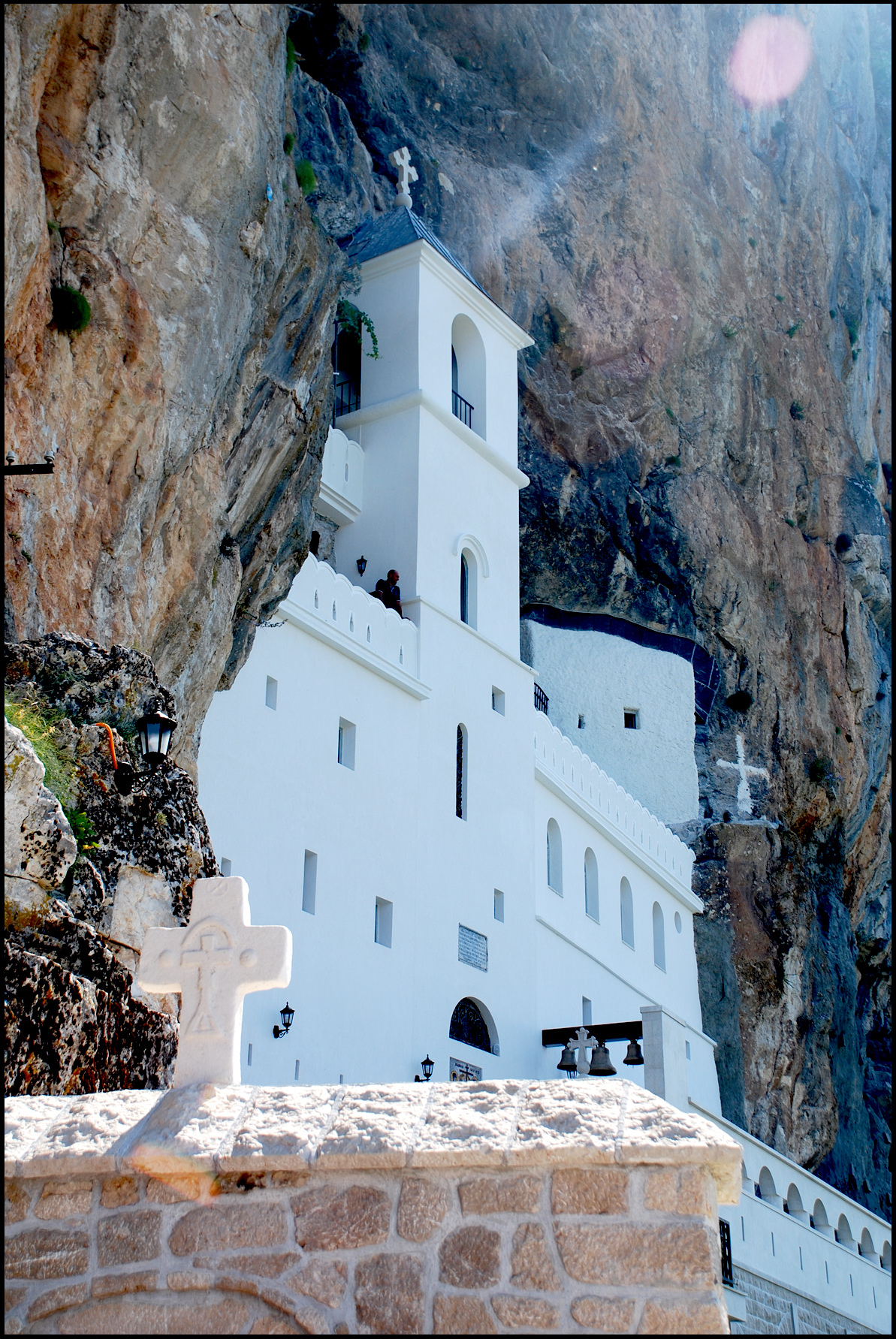
Övre klostret.
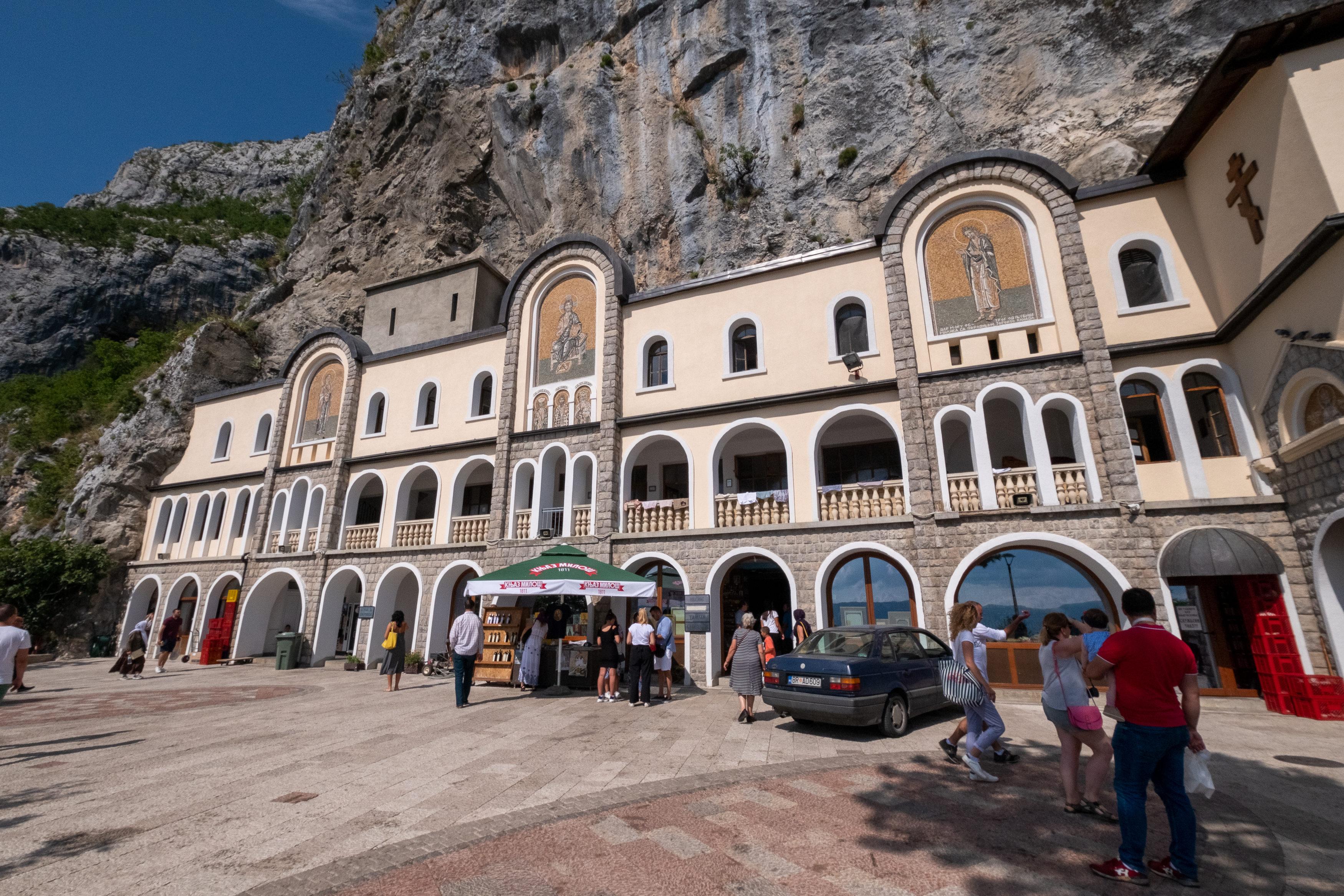
Nedre klostret.
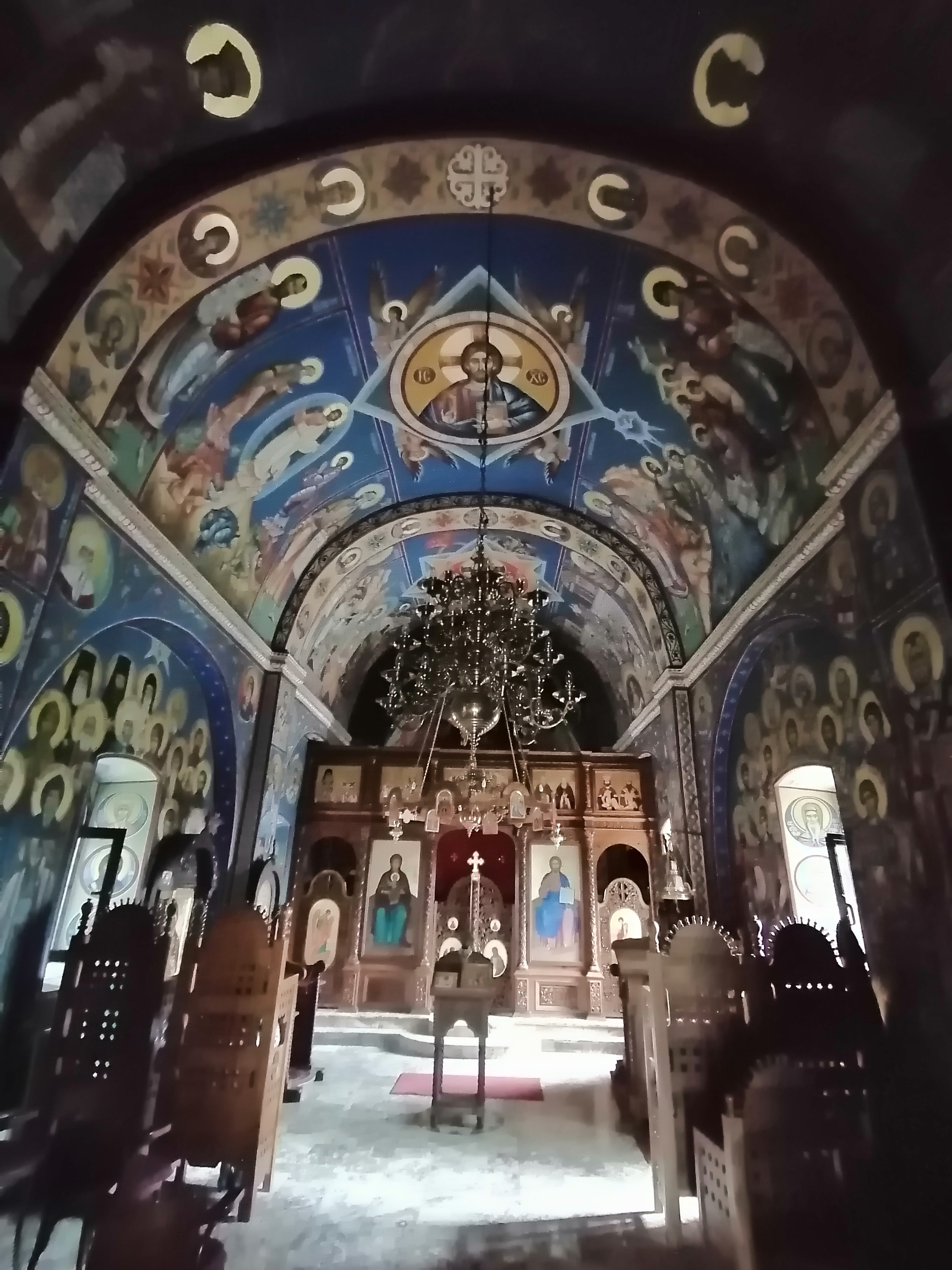
Övre klostrets interiör mot ikonostasen.
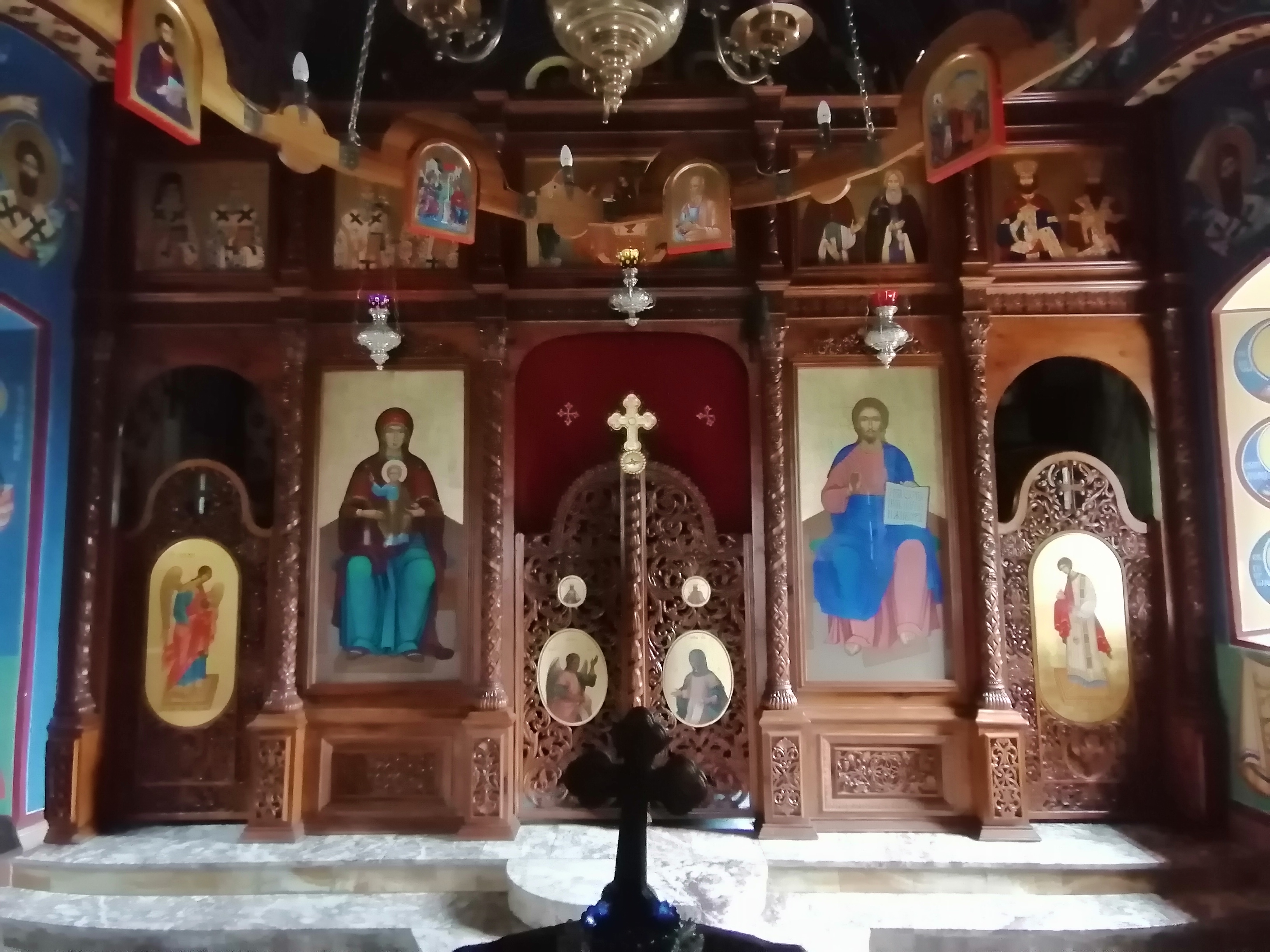
Ikonostas
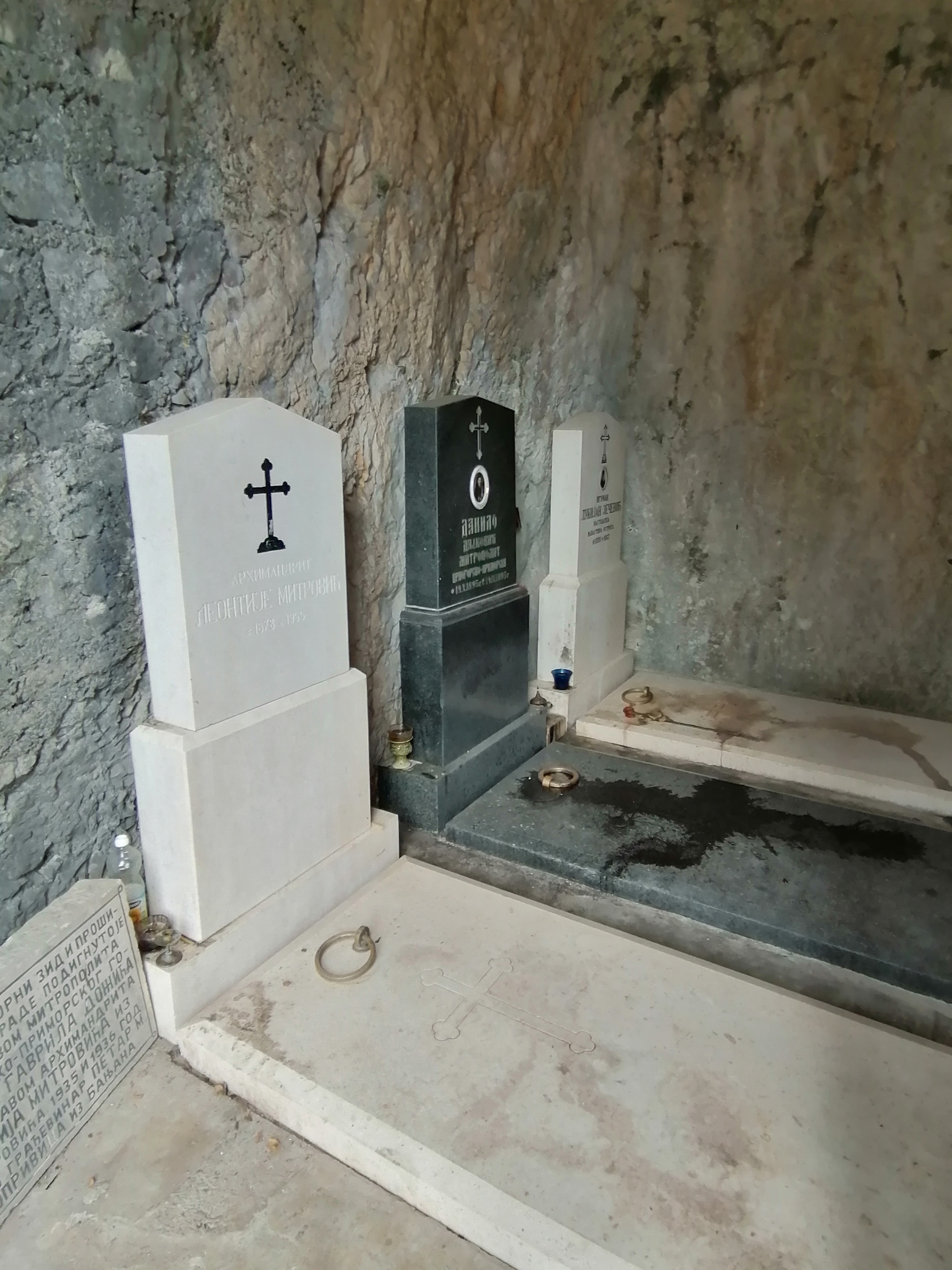
Gravar